# 페르티타 센터
페르티타 센터(영어: Fertitta Center)은 미국 텍사스주 휴스턴에 위치한 실내 경기장이다. 과거 NBA 휴스턴 로키츠의 홈경기장으로 사용했다.